# Bae Woo-hee
Đây là một tên người Triều Tiên, họ là Bae.
Bae Woo-hee (Hangul: 배우희, Hanja: 裴優熙, Hán-Việt: Bùi Vũ Hy, sinh ngày 21 tháng 11 năm 1991), thường được biết đến với nghệ danh Woohee, là một nữ ca sĩ thần tượng và rapper người Hàn Quốc. Cô là thành viên của nhóm nhạc nữ Dal Shabet và xếp thứ 7 chung cuộc tại chương trình The Unit (2017). Hiện cô đang hoạt động với tư cách trưởng nhóm của nhóm nhạc dự án UNI.T.

## Tiểu sử
Bae Woo-hee sinh ngày 21 tháng 11 năm 1991 tại Busan, Hàn Quốc. Cô hiện đang theo học tại Viện Truyền thông và Nghệ thuật Dong-ah chuyên ngành Truyền hình giải trí.

## Sự nghiệp

### Trước khi ra mắt
Woohee là một thực tập sinh của công ty giải trí hiện không còn tồn tại Medialine Entertainment, nơi cô được dự kiến ra mắt trong nhóm nhạc nữ 5 thành viên mang tên Viva Girls. Dự án đã bị chấm dứt vào đầu năm 2011 do những khó khăn về tài chính trong công ty.
Sau khi cô rời khỏi Medialine Entertainment, Woohee đã trở thành một thực tập sinh dưới trướng Happy Face Entertainment, và ra mắt với Dal Shabet vào năm 2012.

### 2012–2014: Khởi đầu nghề nghiệp
Vào ngày 24 tháng 5 năm 2012, Woohee sẽ tham gia nhóm nhạc pop Dal Shabet, nơi cô sẽ thay thế cựu thành viên Viki.
Dal Shabet phát hành video teaser đầu tiên của nhóm về Woohee vào ngày 1 tháng 6 năm 2012.
Woohee đã viết và sáng tác ca khúc "Maybe", một ca khúc từ track mở rộng thứ sáu của Dal Shabet, Be Ambitious, được phát hành vào ngày 20 tháng 6 năm 2013.
Woohee đã cộng tác với ban nhạc Every Single Day để phát hành ca khúc "Nap", được bao gồm trong track Sky Bridge mở rộng của ban nhạc. Ca khúc được phát hành vào ngày 27 tháng 8 năm 2013 cùng với một video âm nhạc đi kèm, mà Woohee cũng xuất hiện. Woohee xuất hiện lần đầu trong bộ phim truyền hình SNS năm 2013 của Infinite Power, nơi cô đóng vai nhân vật lặp lại Han Su-ja.
Vào ngày 14 tháng 11 năm 2013, Bae phát hành ca khúc solo đầu tiên, "Towards Tomorrow", cho OST của bộ phim truyền hình SNS Infinite Power. Vào ngày 24 tháng 2 năm 2014, Woohee sẽ ra mắt màn ảnh rộng lớn thông qua một vai khách mời trong bộ phim kinh dị 3D Tunnel 3D. Woohee phát hành ca khúc "Hello My Love" vào ngày 29 tháng 4 năm 2014 cho OST bộ phim cuối tuần của MBC, Jang Bo-ri is Here!.

### 2015–2016: Diễn xuất vai trò và sáng tác
Vào tháng 6 năm 2015, Woohee đã tham gia vào vai phụ trong SBS  'The Time We Were Not in Love' . Vào ngày 5 tháng 1 năm 2016, Bae đã phát hành bài hát solo thứ hai, "Love Hurts" trong track mở rộng thứ 9 của Dal Shabet, Naturalness.

### 2017–nay: The Unit và UNI.T
Trong năm 2017, Woohee tham gia cuộc thi thần tượng KBS The Unit: Dự án khởi động lại thần tượng cùng với thành viên Dal Shabet của cô là Serri. Vào ngày 10 tháng 2 năm 2018, trong tập cuối của The Unit, Woohee xếp thứ thứ 7 trong số thí sinh nữ và trở thành một thành viên của trận chung kết nữ The Unit, sau này được tiết lộ tên nhóm là UNI.T. Woohee giữ vai trò trưởng nhóm, rap chính, nhảy chính và hát dẫn trong nhóm.

## Danh sách đĩa nhạc
| Năm  | Bài hát            | Album                        |
| ---- | ------------------ | ---------------------------- |
| 2013 | "Nap"              | Skybridge                    |
| 2013 | "Towards Tomorrow" | Infinite Power OST           |
| 2014 | "Hello My Love"    | Jang Bo-ri is Here! OST      |
| 2016 | "Love Hurts"       | Naturalness bside Dal Shabet |

## Danh sách phim

### Phim
| Năm  | Phim      | Vai trò   | Ghi chú |
| ---- | --------- | --------- | ------- |
| 2014 | Tunnel 3D | Hye-young | Cameo   |

### Phim truyền hình
| Năm  | Tên phim                                | Kênh phát sóng | Vai diễn                 | Ghi chú   | Tham khảo |
| ---- | --------------------------------------- | -------------- | ------------------------ | --------- | --------- |
| 2013 | Reply 1994                              | tvN            | Ha Hee-ra                | Cameo     |           |
| 2013 | Infinite Power                          | Naver TV Cast  | Han Su-ja                | Vai phụ   |           |
| 2015 | The Lover                               | Mnet           |                          | Cameo     |           |
| 2015 | Persevere, Goo Hae-ra                   | Mnet           | Se-jong's college friend | Cameo     |           |
| 2015 | The Time We Were Not in Love            | SBS            | Hong Eun-jung            | Vai phụ   |           |
| 2016 | Everyday, New Face                      |                | Seul-bi                  | Vai chính |           |
| 2022 | Hẹn hò chốn công sở (Business Proposal) | SBS            | Koh Yu-ra                | Vai phụ   | [ 15 ]    |

## Giải thưởng và đề cử
| Năm  | Giải thưởng                           | Hạng mục                       | Phim được đề cử     | Kết quả   | Ref.   |
| ---- | ------------------------------------- | ------------------------------ | ------------------- | --------- | ------ |
| 2022 | Giải thưởng phim truyền hình Hàn Quốc | Nữ diễn viên mới xuất sắc nhất | Hẹn hò chốn công sở | Đoạt giải | [ 16 ] |
| 2022 | Seoul Webfest                         | Nữ diễn viên phụ xuất sắc nhất | Two Universes       | Đề cử     | [ 17 ] |